# Armin Reutershahn
Armin Reutershahn (* 1. März 1960 in Duisburg) ist ein deutscher Fußballtrainer. Er ist seit Januar 2025 bei Hertha BSC als Co-Trainer tätig.

## Karriere
Als Spieler war er für Preussen Krefeld, SV Schwafheim, TuS Xanten und den VfB Homberg aktiv, spielte nur in den Jugendmannschaften des VfB Homberg und wurde nie Profi. Er wuchs in Duisburg-Homberg auf.

## Trainerkarriere
Reutershahn begann seine Trainerlaufbahn 1991 nach seinem Studium der Sportwissenschaft an der Sporthochschule Köln als Co-Trainer bei Bayer 05 Uerdingen; dort war er beim letzten Spiel der Saison 1995/96 gegen den FC St. Pauli auch Chef-Trainer, zu diesem Zeitpunkt waren die Krefelder bereits abgestiegen. Mit Bayer 05 Uerdingen ist er zweimal in die 1. Bundesliga aufgestiegen. 1997 wurde er Co-Trainer beim Hamburger SV unter Frank Pagelsdorf und 2004 wechselte er bei gleichbleibender Position zu Eintracht Frankfurt, wo er unter Friedhelm Funkel arbeitete. Dort gelang der direkte Aufstieg in die 1. Bundesliga und ein Jahr später der Einzug ins DFB-Pokalfinale gegen Bayern München.
Ab 2009 war Reutershahn Co-Trainer beim 1. FC Nürnberg, wo er die Nachfolge des nach Leverkusen abgewanderten Peter Hermann antrat. Zuerst war er Assistent von Michael Oenning und nach dessen Entlassung auch beim neuen Club-Trainer Dieter Hecking.
Nach dem Wechsel von Hecking zum VfL Wolfsburg übernahm Armin Reutershahn gemeinsam mit Michael Wiesinger als Trainergespann ab dem 1. Januar 2013 die Erstligaelf der Franken.
Am 7. Oktober 2013 wurden Wiesinger und Reutershahn beurlaubt. Als ursächlich hierfür galt die am Tag zuvor erlittene 0:5-Niederlage gegen den Hamburger SV, nach welcher sich der 1. FC Nürnberg auf dem 16. Tabellenplatz der 1. Bundesliga befand.
Am 10. März 2014 wurde Reutershahn zusammen mit Ton Lokhoff beim VfB Stuttgart Co-Trainer von Huub Stevens. Auch unter dem neuen VfB-Trainer Armin Veh, welcher sein Amt zum 1. Juli 2014 antrat, blieb Reutershahn einer der beiden Co-Trainer beim VfB Stuttgart. Nach dem Rücktritt Vehs am 24. November 2014 arbeitete er für den VfB erneut unter dem zurückgekehrten Huub Stevens. Am 24. November 2015 wurde der Cheftrainer Alexander Zorniger vom VfB Stuttgart entlassen. Im Zuge dessen wurde auch Reutershahn freigestellt.
Zur Rückrunde der Saison 2015/16 wurde Reutershahn Co-Trainer bei der TSG 1899 Hoffenheim. Er erhielt einen Vertrag bis zum 30. Juni 2019 und assistierte zunächst – wie schon beim VfB Stuttgart – dem Niederländer Huub Stevens. Ab der Saison 2016/17 war er erneut Co-Trainer bei Eintracht Frankfurt, zunächst an der Seite von Niko Kovač und ab Juli 2018 neben Adi Hütter. Im Mai 2018 gewann Reutershahn mit der Eintracht nach einem 3:1-Finalsieg gegen den FC Bayern München den DFB-Pokal.
Zur Saison 2021/22 wechselte Reutershahn gemeinsam mit Cheftrainer Hütter und Christian Peintinger zum Ligakonkurrenten Borussia Mönchengladbach. Nach der Saison trennte sich der Verein einvernehmlich von Hütter und seinen Co-Trainern.
Im Januar 2023 wurde Reutershahn Co-Trainer unter Edin Terzic bei Borussia Dortmund, nachdem sein Vorgänger Peter Hermann seine Arbeit aus gesundheitlichen Gründen beendet hatte. Am Jahresende beendete er seine Tätigkeit beim BVB auf eigenen Wunsch.